# Terror Saddle
Terror Saddle är ett bergspass i Antarktis. Det ligger i Östantarktis. Nya Zeeland gör anspråk på området. Terror Saddle ligger 1 600 meter över havet.
Terrängen runt Terror Saddle är kuperad söderut, men norrut är den bergig. Terrängen runt Terror Saddle sluttar västerut. Trakten är obefolkad. Det finns inga samhällen i närheten. 